# Comuna Zadvirea, Busk
Zadvirea (în ucraineană Задвір'я) este o comună în raionul Busk, regiunea Liov, Ucraina, formată din satele Bohdanivka, Polonîci și Zadvirea (reședința).

## Demografie
Componența lingvistică a comunei Zadvirea
     Ucraineană (99,27%)
     Alte limbi (0,62%)
Conform recensământului din 2001, majoritatea populației comunei Zadvirea era vorbitoare de ucraineană (99,27%), existând în minoritate și vorbitori de alte limbi.